# Abbaye d'Arnstein
Pour les articles homonymes, voir Arnstein.

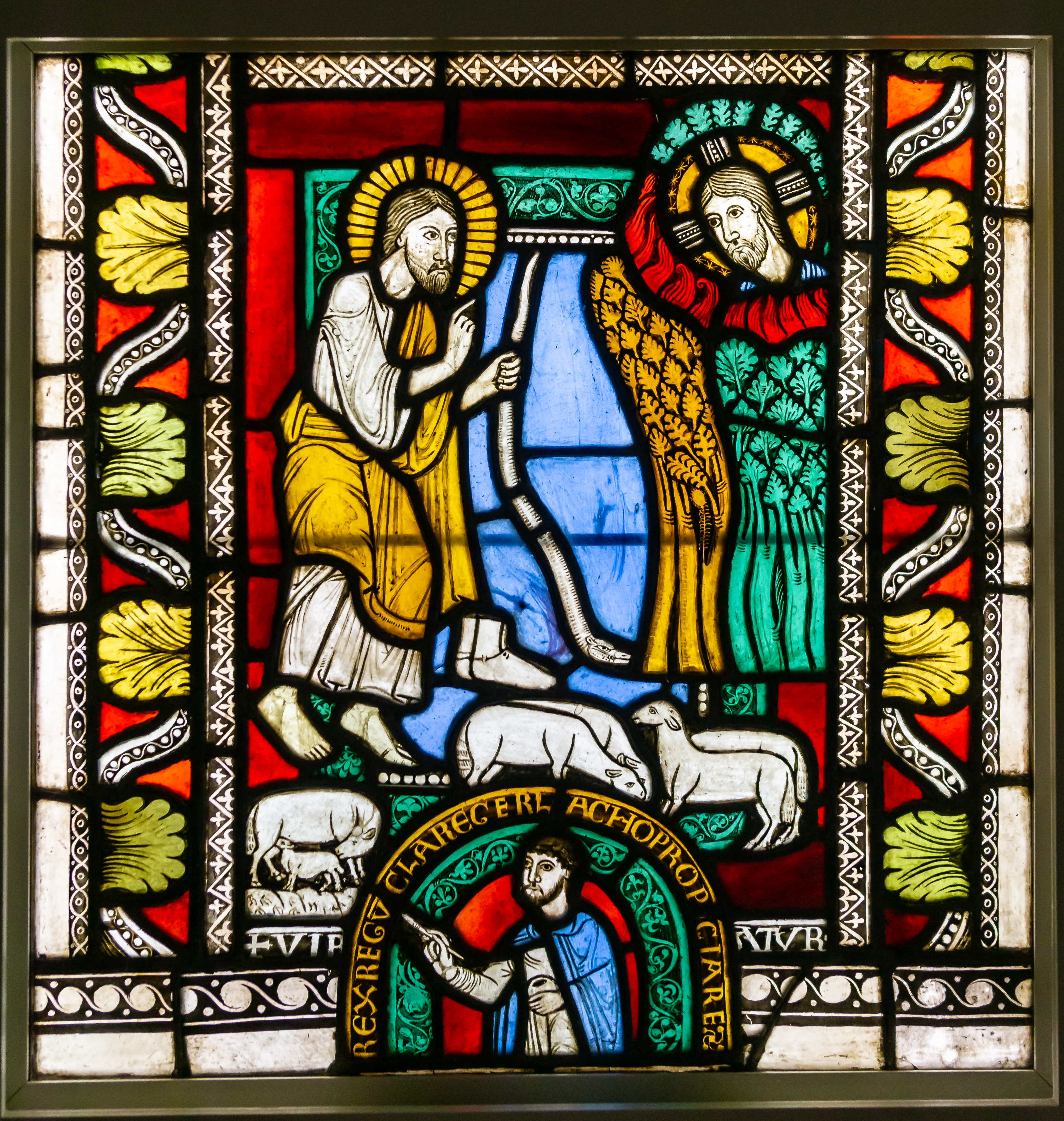
Un des vitraux de, réalisé originellement à l'abbaye d'Arnstein. Celui-ci représente le Buisson ardent (Bible). Datant de 1170, il est une des plus anciennes œuvres occidentales signées, et l'un des plus anciens autoportraits.

L’abbaye d'Arnstein est une ancienne abbaye prémontrée à Seelbach, dans le diocèse de Limbourg. Elle était jusque fin 2018 une abbaye de la Congrégation des Sacrés-Cœurs de Jésus et de Marie. Douze sœurs grecques orthodoxes vivent au monastère depuis le 1er juin 2019.

## Histoire
En 1052, un château-fort d'Arnstein sur la Lahn est mentionné pour la première fois comme siège des comtes d'Arnstein. Il s'agit de la plus ancienne mention d'un château sur cette rivière, dont seuls les vestiges de l'enceinte restent.
En 1139, Louis III (de), le dernier comte d'Arnstein, convertit le château en abbaye des Prémontrés et y entre lui-même ; sa femme vit en ermite près du monastère jusqu'à sa mort. La même année, la démolition partielle du château débute. En 1145, le roi Conrad III confirme l'immédiateté impériale de l'abbaye. À partir de 1236, il y a une abbaye-fille sous le patronage de la maison de Nassau ou de la maison princière, le Keppel (de) près de Hilchenbach.
De 1140 à 1478, le village palatin de Bubenheim appartient à l'abbaye d'Arnstein, qui y fait construire en 1163 l'église Saint-Pierre (de) par son clerc Gottfried von Beselich (de), qui est la plus ancienne église romane du Palatinat. L'abbaye de Beselich (de) est fondée par l'abbaye d'Arnstein vers 1170 sur le Beselicher Kopf (de) pour des sœurs prémontées. Après de longues disputes entre l'abbé prémontré von Arnstein et la maison de Nassau-Hadamar, le 3 octobre 1652, tous les biens de l'abbaye de Beselich deviennent la possession des jésuites d'Hadamar par un acte de fondation. Avec la conversion des princes de Nassau au protestantisme, l'abbaye dirigé par l'abbé Petrus Marmagen (mort en 1604) se place sous le patronage de la principauté archiépiscopale de Trèves.
En 1803, l'abbaye est fermée au cours de la sécularisation. En 1817, le gouvernement de Nassau vend l'église et l'abbaye pour démolition, notamment en stipulant que les bâtiments ne seraient pas utilisés à des fins ecclésiastiques. La règle laïque s'applique dans le duché de Nassau, la juridiction ecclésiastique revient au diocèse de Limbourg, fondé en 1827.
De 1869 à 1871, un prieuré bénédictin de la congrégation de Beuron s'installe à Arnstein pour une courte période, mais ferme en raison du manque de novices et de la vétusté du complexe.
En 1919, le premier couvent de la Congrégation des Sacrés-Cœurs de Jésus et de Marie est créé en Allemagne. Le supérieur et vice-provincial, le père Alfons Spix (de), est condamné par les nazis en 1942 pour avoir permis à plusieurs reprises aux travailleurs forcés polonais d'assister aux services religieux et de les nourrir. Il meurt au camp de concentration de Dachau. Le père Chrysostomus Lauenroth est condamné à la prison en 1936 pour des infractions présumées en devises étrangères.
En 1924, on crée un pèlerinage consacré au Sacré-Cœur qui attire chaque année de nombreux pèlerins.
En octobre 2015, la Congrégation des Sacrés-Cœurs informe le diocèse de Limbourg qu'elle quitterait l'abbaye le 31 décembre 2018. La raison invoquée est les ressources humaines et financières de l'ordre religieux. Le 16 décembre 2018, un service divin solennel a lieu en présence du supérieur général Alberto Toutin Cataldo et du vicaire général limbourgeois Wolfgang Rösch (de) pour marquer les adieux à l'abbaye d'Arnstein.
Le 1er juin 2019, une communauté de sœurs orthodoxes grecques emménage dans l'abbaye. Depuis lors, le monastère s'appelle Saint Monastère de Dionysios Trikkis & Stagon. Elle est enregistrée en tant qu'association pour la promotion du monachisme orthodoxe en Allemagne auprès du tribunal de district de Montabaur. Les pèlerinages traditionnels à l'abbaye d'Arnstein sont maintenus.

## Église abbatiale
L'église de l'abbaye est l'édifice médiéval le plus imposant du bas Lahn, qui, visible de loin, combine deux styles architecturaux : le roman des clochers occidentaux et le gothique des clochers octogonales orientaux. Sa construction commence en 1132 après l'enlèvement des vieux murs du château et de la roche. Il faut 76 ans jusqu'à la consécration en 1208. Il s'agit d'une basilique à trois nefs avec un transept et un grand chœur oriental, auquel sont rattachées des absides plus petites, ainsi qu'un chœur occidental. Le corps principal et les transepts avaient initialement des plafonds plats en bois, contrairement aux voûtes croisées des bas-côtés qui étaient déjà en place auparavant.
Le grand autel baroque de 1760 est l'œuvre d'un artiste inconnu. Il est fait de bois ; seuls le tabernacle et la table de l'autel sont en marbre coloré. Le centre de l'autel est à l'origine une représentation de la Vierge Marie, aujourd'hui perdue. Au XIXe siècle, il est remplacé par une copie d'un tableau du peintre de Coblence Caspar Friedrich Heising. À sa place se trouvait un grand relief du Sacré-Cœur créé par le sculpteur d'Aix-la-Chapelle Lambert Piedboeuf (de) en 1924. Les anges trompettistes au-dessus du relief sont du même artiste et sont censés annoncer la royauté du Christ au monde. En 1971, l'autel est restauré.
L'église comprend également les stalles du chœur du XIIIe siècle, dans le bas-côté sud un autel roman en pierre avec une statue baroque de Saint Nicolas, d'autres peintures sur panneaux et plusieurs épitaphes ainsi que l'orgue d'environ 1700. La chaire rococo est tout aussi précieux comme maître-autel baroque de l'année 1757. Sur le couvercle de la chaire, il y a le symbole de la Sainte Trinité, l'arche avec les tablettes de la loi et les symboles des quatre évangélistes. Les armoiries d'Arnstein sont fixées sur le mur arrière de la chaire ainsi qu'au-dessus du chœur ouest.
Dans le clocher de l'aile nord, il y a un autel de 1646. L'œuvre d'art la plus importante est la dit croix d'Arnstein d'environ 1520 avec un corps en bois sculpté de 2,20 mètres.

## Source de la traduction
- (de) Cet article est partiellement ou en totalité issu de l’article de Wikipédia en allemand intitulé « Kloster Arnstein » (voir la liste des auteurs).